# 遠藤宣彦
遠藤 宣彦（えんどう のぶひこ、1963年6月5日 - ）は、日本の政治家、元郵政官僚。元衆議院議員（1期）。

## 概要
東京都目黒区生まれ。石油会社に勤めていた父の転勤により、千葉県市原市や宮城県仙台市で住んだ後、小学2年生の時に東京都に戻り、以後東京で育つ。麻布中学校・高等学校、東京大学法学部卒業後、郵政省入省。縁戚（父方の曾祖母の弟）に池田勇人元首相がいた影響から幼少より政治家を志す。
郵政省を退官後、2000年の第42回総選挙に東京5区から自由党公認で立候補したが、民主党の手塚仁雄に敗北。衆議院議員・高橋嘉信の政策秘書を経て、2001年の第19回参院選に東京都選挙区から再び自由党公認で立候補し、次点で落選。2003年の第43回総選挙では再度東京5区から無所属で出馬するも落選した。
その後、自由民主党総合政策研究所の研究員を経て、2005年の第44回総選挙では地縁・血縁の全くない福岡1区から自由民主党公認で立候補。民主党の松本龍に惜敗したが、比例復活で初当選した。同じ福岡県選出の麻生太郎に近く、2006年自由民主党総裁選挙では麻生の推薦人名簿に名を連ね、2007年12月には麻生派に入会した。2009年の第45回総選挙では福岡1区から再度立候補するも落選。直後に離党した。2009年12月に東京福祉大学特任教授に就任。2011年12月に退職。
2012年に、東海大志塾（大村秀章愛知県知事）、未来政治塾（嘉田由紀子滋賀県知事）などの政治塾に参加後、平沼赳夫らの太陽の党に参加。同年の第46回総選挙では日本維新の会の公認を受けて千葉6区から出馬したが落選した。翌2013年の第23回参院選でも日本維新の会の公認を受けて比例区から出馬したが、同党の獲得議席数6に対して候補者名得票は党の名簿登載者中27位に留まり落選した。
日本維新の会の分党後は次世代の党に参加。2014年12月14日執行予定の第47回総選挙で、次世代の党の公認候補として再び千葉6区から出馬したが、落選。2015年12月18日、次世代の党を離党。
2016年、シンクタンク「日本政策総合研究所」を設立し、理事長を務める。
2017年9月中旬、親交のある若狭勝から第48回衆議院議員総選挙への立候補を打診される。10月3日、希望の党は衆院選の第1次公認192人を発表。遠藤は同党公認で千葉6区から出馬することが明らかとなった。10月22日、衆院選執行。候補者4人中3位の得票数で落選。
2021年10月18日、翌日告示の第49回衆議院議員総選挙において埼玉4区から立候補すると表明。上田清司参院議員が設立を目指した新党に参加予定であったが、結成が見送られたため無所属で立候補した。結果は得票率5.72%で落選の上、供託金没収となった。

## 政策
- 憲法9条の改正に賛成[9]するが、戦後に同条が果たしてきた役割の評価がきちんとなされておらず、アメリカからの軍事行使要求を押し付けられるリスク分析が生煮えであることから現時点での改正には反対[10]。
- 集団的自衛権そのものの存在は必要と考えるが、あくまで自国の安全保障に資する形での運用。行使要件も厳格にする必要があり、地理的範囲も含めて限定的にしなければアメリカの都合のいいように使われる可能性がある。
- 「道徳」を小中学校の授業で教えることに反対[9]。
- カジノについては、前提としてパチンコの規制、ギャンブル依存症の対策、カジノ入場者の制限などを行わない限り安易な解禁には慎重だが、その要件がクリアされれば賛成。
- 原発については、3・11以降の現状、北朝鮮の情勢変化等に鑑み考えが反対に変わった。テロの標的になりかねないこと、自然エネルギーをはじめとする代替エネルギーの開発能力が日本にあることなどからゼロに向かうことを基本とすべき。当面の需要を抑制する方向に向かわせつつ、できる限り早急に無くしていくべきと強く考える。
- 首相の靖国神社参拝は国内で議論すべきで、他国の干渉に大きく左右されるのは適切ではないと考える。
- 「村山談話」および「河野談話」を見直すべきとしている[9]。
- 特定秘密保護法を必要としている[9]。
- 年金については、この10年根本的な制度改正を行うことを怠ってきた上、少子化に歯止めがかからないことから、また、年金基金が利権の巣窟となり株価操作の原資になっていることからベイシックインカムを含む根本的な制度改革をする必要があると考えている。
- ヘイトスピーチを法律で規制することに反対[9]。
- 選択的夫婦別姓制度導入について、実際の仕事の不都合と家庭の一体性の双方を考慮し、慎重に検討すべき。

## 親交のある人物
- 清水鴻一郎 - 自民党当選同期（83会）で同じく2009年に落選後、2012年の第46回衆院選に日本維新の会公認で出馬（翌年復活当選）。
- 松本和巳 - 自民党当選同期（83会）で同じく2009年に落選後、2012年の第46回衆院選に日本維新の会公認で出馬（落選）。
- 近江屋信広 - 自民党当選同期（83会）で同じく2009年に落選後、2012年の第46回衆院選に日本維新の会公認で出馬（落選）。

## 所属していた団体・議員連盟
- 再チャレンジ支援議員連盟
- 日本会議国会議員懇談会
- 83会